# Dmitrij Cziżewski
Dmitrij Iwanowicz Cziżewski (ros. Дмитрий Иванович Чижевский; ur. 23 marca 1894 w Aleksandrii w guberni chersońskiej, zm. 18 kwietnia 1977 w Heidelbergu) – ukraiński, a następnie emigracyjny filozof, filolog-slawista, literaturoznawca, publicysta, działacz kulturalno-naukowy

## Życiorys
W 1911 r. ukończył gimnazjum w Aleksandrii. Następnie studiował na wydziale fizyczno-matematycznym uniwersytetu w Sankt Petersburgu. Jednocześnie brał udział w akademickich dysputach filozoficznych. W trakcie nauki zmienił kierunek studiów na filozofię. Po ukończeniu uniwersytetu przyjechał do Kijowa, gdzie zaangażował się w działalność frakcji mienszewików Rosyjskiej Socjaldemokratycznej Partii Robotniczej (RSDRP). W rezultacie w 1916 r. był aresztowany. Po wyjściu na wolność po rewolucji lutowej 1917 r., objął funkcję redaktora pisma mienszewickiego „Raboczaja żyzń”. Był też sekretarzem Komitetu Centralnego RSDRP. Jednocześnie wstąpił na wydział historyczno-filozoficzny uniwersytetu w Kijowie, który ukończył w 1919 r. Na przełomie 1919/1920 r. pracował jako nauczyciel w technikum robotniczym i oddziale kulturalno-oświeceniowym związków zawodowych. Następnie rozpoczął pracę naukową na katedrze filozofii. W 1920 r. został docentem katedry językoznawstwa prywatnego Kijowskiego Instytutu Żeńskiego. Po zajęciu Kijowa przez wojska bolszewickie na krótko został aresztowany. Później objął funkcję docenta katedry filozofii uniwersytetu w Kijowie. Wiosną 1921 r. ponownie był aresztowany, po czym przebywał w więzieniu w Charkowie. Po wyjściu na wolność w maju tego roku, wyjechał przez Polskę do Niemiec, gdzie studiował na uniwersytecie w Heidelbergu, a potem we Fryburgu. W 1924 r. przybył do Czechosłowacji. Wykładał filozofię w Ukraińskim Instytucie Pedagogicznym w Pradze, od 1925 r. jako docent, zaś od 1926 r. jako profesor. Jednocześnie był członkiem Rosyjskiego Stowarzyszenia Filozoficznego i Praskiego Kręgu Lingwistycznego. Pełnił funkcję współredaktora berlińskiego pisma „Archiw po istorii fiłosofii”. Napisał wszystkie hasła z zakresu filozofii do encyklopedii ukraińskiej, wydawanej we Lwowie. W 1932 r. powrócił do Niemiec, gdzie został wykładowcą języka rosyjskiego na uniwersytecie w Halle. W 1933 r. otrzymał tytuł doktora filozofii. Po zakończeniu II wojny światowej przeniósł się na uniwersytet w Marburgu. W 1949 r. wyemigrował w USA, gdzie został wykładowcą slawistyki na Uniwersytecie Harvarda. W 1956 r. utworzył katedrę slawistyki na uniwersytecie w Heidelbergu, po czym stanął na jej czele. Od 1962 r. działał w Heidelberskiej Akademii Nauk. Od 1968 r. wykładał na różnych niemieckich uniwersytetach. Był autorem licznych prac i artykułów naukowych.